# Монастеро-ди-Ланцо
Монастеро-ди-Ланцо (итал. Monastero di Lanzo) — коммуна в Италии, располагается в регионе Пьемонт, в провинции Турин.
Население составляет 424 человека (2008 г.), плотность населения составляет 25 чел./км². Занимает площадь 18 км². Почтовый индекс — 10070. Телефонный код — 0123.
Покровительницей коммуны почитается святая Анастасия Узорешительница (Sant’Anastasia di Sirmio), празднование в третье воскресение ноября.

## Демография
Динамика населения:

## Администрация коммуны
- Официальный сайт: http://www.comune.monasterodilanzo.to.it/